# Hermann Friedrich von Cloedt
Hermann Friedrich von Cloedt, auch bekannt als Hermann Friedrich von Pelden oder Herman Frederik Kloet (* um 1555–1560 in Nateln; † 26. Juli 1586 in Neuss) war ein deutscher Obrist und protestantischer Militärführer während des Truchsessischen Kriegs (1583–1588). Er wurde durch seine offensive Kriegsführung sowie die Verteidigung der Stadt Neuss gegen spanisch-katholische Truppen bekannt und starb bei der Einnahme der Stadt durch spanische Einheiten unter Alessandro Farnese, den Herzog von Parma und der Armee von Flandern. 

## Herkunft
Cloedt entstammte dem alten westfälischen Adelsgeschlecht von Cloedt (auch Cloidt, Clodt), das bereits im Mittelalter als Erbkastellane und Burggrafen der Grafen von der Mark bekannt war. Die Familie verfügte über zahlreiche Güter in der Grafschaft Mark und im Herzogtum Westfalen, etwa in Narteln, Hinnen, Heydemühlen, Remblinghausen oder Hanxleden.
Sein Vater war Johann von Cloedt, ein Reitergeneral in französischen Diensten unter Heinrich IV. (Frankreich). Seine Mutter war Margaretha von Westphalen. Hermann Friedrich war der älteste von zehn Brüdern, von denen mehrere hohe militärische Ränge erreichten – darunter zwei Generäle, drei Oberste und weitere Offiziere. Ein Teil der Familie trat zum Protestantismus über und nahm an den Hugenottenkriegen in Frankreich teil.

## Militärische Laufbahn
Cloedt begann seine militärische Laufbahn vermutlich in französischen Diensten und wechselte später zu den aufständischen niederländischen Provinzen. Ab 1583 kämpfte er als Parteigänger des abgesetzten und protestantisch gewordenen Erzbischofs Gebhard Truchsess von Waldburg. Cloedt führte ein eigenes Truppenkontingent mit rund 500 Reitern und 500 Fußsoldaten und ließ sich von einem lutherischen Feldprediger begleiten.

### Einnahme von Neuss (1585)
Im Mai 1585 unterstützte von Cloedt Adolf von Neuenahr, Graf von Moers und Neuenahr, bei der Einnahme von Neuss, einer strategisch wichtigen Stadt nahe Duisburg. Nach der Eroberung wurde er zum Gouverneur von Neuss und Kommandeur der Garnison von Neuss ernannt. Während seiner Amtszeit wurde er von der lokalen Bevölkerung als streng und erpresserisch wahrgenommen, was Spannungen in der Stadt verschärfte. Von dort aus unternahm er Plünderungszüge gegen katholische Gebiete. 

### Überfall auf Werl (1586)
Im März 1586 half von Cloedt Martin Schenck von Nideggen bei der Eroberung der Stadt Werl, was Unruhen im Kurfürstentum Köln und Westfalen auslöste. Der Überfall auf Werl war spektakulär durchgeführt, da sie sich als Bauern verkleidete Söldner unter Salzsäcken in Wägen versteckten, gelangten so in die Stadt und plünderten sie. Anschließend zog sich Cloedt mit seiner Beute über das Rheinland zurück und ließ 50 Dörfer in der Umgebung Kölns niederbrennen. Er errichtete Straßensperren, erhob Zölle auf dem Rhein und löste große Furcht im katholischen Lager aus. Der neue Kölner Kurfürst Ernst von Bayern bat daraufhin um militärische Hilfe bei Alessandro Farnese, dem spanischen Statthalter der Niederlande.

### Belagerung von Neuss (1586)
Im Juli 1586 wurde Neuss von Alessandro Farnese, Herzog von Parma und der Armee von Flandern belagert. Von Cloedt führte die Verteidigung als Kommandeur der Stadt mit einer Garnison von etwa 1.600 Mann, bestehend aus deutschen und niederländischen Soldaten. Die Stadt war stark befestigt, aber Farnese verfügte über eine überlegene Streitkraft, einschließlich 6.000 Fußsoldaten, 2.000 Reitern und 45 Kanonen.
Am 25. Juli 1586 begann der Angriff mit einem Bombardement von über 3.000 Schüssen. Von Cloedt versuchte zunächst, eine Übergabe zu verhindern, bat später um Kapitulationsverhandlungen, die abgelehnt wurden. In der Nacht des 26. Juli stürmten die Angreifer die Stadt durch das Rheintor und das Niedertor, was zur Zerstörung von Neuss führte.

## Tod in Neuss
Im Juli 1586 wurde Neuss von einer zahlenmäßig weit überlegenen Streitmacht unter Farnese belagert. Trotz ausbleibender Verstärkung und schwieriger Versorgungslage verweigerte Cloedt eine Kapitulation. Er verteidigte die Stadt mit seiner kleinen Garnison und zahlreichen bewaffneten Bürgern.
Am 26. Juli 1586 erstürmten spanische und italienische Truppen die Stadt.
Es gibt widersprüchliche Berichte über seinen Tod. Einige Quellen behaupten, dass er im Kampf getötet wurde, während andere berichten, dass er nach der Eroberung der Stadt in seinem Bett erwürgt und anschließend aufgehängt wurde. Ein Bericht beschreibt, dass er schwer verletzt war – mit einem fast abgerissenen Bein und fünf weiteren Wunden – bevor er gehängt wurde. Anderen Berichten zufolge soll Cloedt schwer verwundet, gefangen genommen und noch am selben Tag hingerichtet geworden sein – Durch die sogenannte Garotte, ein spanisches Hinrichtungsinstrument. Auch sein Feldprediger sowie mehrere Offiziere sollen exekutiert geworden sein. 
Die Belagerung und Einnahme von Neuss gilt als eine der brutalsten Episoden des Truchsessischen Kriegs.

## Rezeption
Hermann Friedrich von Cloedt wurde in der protestantischen Publizistik des späten 16. Jahrhunderts als protestantischer Märtyrer stilisiert. Seine Taten, insbesondere die Verteidigung von Neuss, wurden als Beispiel für militärische Tapferkeit und Glaubensfestigkeit hervorgehoben. In katholischen Quellen hingegen galt er als marodierender Söldnerführer.
Sein Name fehlt in mehreren genealogischen Sammlungen wie den "Fahneschen Stammbäumen", vermutlich wegen seiner unstandesgemäßen Hinrichtung – in Adelsfamilien des 17. Jahrhunderts wurden solche Todesumstände mitunter verschwiegen.